# Pedres d'Ale
Les pedres d'Ale (o Ales stenar en suec) és el nom d'un conjunt megalític de 67 metres de longitud que es troba al terme de Kaseberga, abocat al mar Bàltic, a 10 quilòmetres cap al sud-est de la ciutat d'Ystad, a la regió d'Escània, al sud de Suècia. Està format per 59 blocs de granit alineats en forma de vaixell.
Segons el folklore de la zona, sota el monument es troba enterrat el llegendari rei Ale el Fort. Les estimacions més fiables realitzades amb la tècnica de carboni 14 en situen la creació fa uns 1.400 anys, cap al final de l'edat del ferro nòrdica, a l'any 600 dC aproximadament.
El 2012, unes noves excavacions realitzades prop del conjunt descobriren, a uns 50 m de distància, les restes d'un dolmen de 22×10 m que data d'abans de 2580-2460 aC i que possiblement havia estat destruït posteriorment per ser utilitzat per a formar part del conjunt.
El vaixell que es dibuixa amb els blocs de pedra té unes dimensions de 67 m de longitud en el seu eix més llarg, per 19 m d'ample. Quatre de les pedres, incloent-ne les que formen la proa i la popa, són de gres blanc, dutes des d'uns quaranta quilòmetres de distància, mentre les altres en són de granit, gneis, pòrfir i amfibolita.

## Origen
Com amb quasi qualsevol altre monument megalític, hi ha hagut prou d'especulació sobre l'origen i significat de les pedres d'Ale. La major part de les construccions de tipus vaixell es consideren monuments funeraris, i en molts dels jaciments d'aquest tipus que hi ha a Escandinàvia s'han trobat tombes d'una o més persones. Tot i així, en l'àrea que envolta les pedres d'Ale en què s'han realitzat excavacions arqueològiques no s'ha identificat de manera totalment certa cap tomba.
Una teoria n'és que si el monument en forma de vaixell no fos un lloc d'enterrament podria haver sigut construït en honor de la tripulació d'algun vaixell que perira en la mar. Una altra teoria diu que el vaixell fou construït com a calendari, per determinar certes dates al llarg de l'any. L'alineació de les pedres en relació amb el sol és tal que el sol es pon sobre la punta nord-oest del monument durant l'estiu, i ix per la punta oposada a l'hivern.

## Excavacions
Durant les excavacions dutes a terme per intentar datar científicament l'origen del monument, el 1989, els arqueòlegs trobaren dins de la forma del vaixell un atuell decorat fet de fang i amb restes d'ossos humans calcinats a l'interior.
Es pensa que els ossos provenen d'una pira i que foren col·locats al gerro en una data posterior a l'origen del monument. De fet, els continguts de l'atuell pertanyen a diverses èpoques: n'hi ha material datat entre 330 i 540 dC i també hi ha restes d'entre l'any 540 i el 650 dC.